# Басейн Замбезі

Басейн Замбезі

Басейн Замбезі — водозбір річки Замбезі, розташований в Центральній і Південній Африці. Є другим за площею річковим басейном в Африці, охоплюючи приблизно 3 254 555 км². До басейну Замбезі належать як регіони з високою густотою населення, так і малонаселені райони, такі як Транскордонний заповідник Каванго-Замбезі. У 2004 році була створена Комісія з водних ресурсів Замбезі (ZAMCOM), діяльність якої спрямована на зміцнення співпраці щодо спільного використання річкових ресурсів. Іншою наднаціональною ініціативою з управління водокористуванням є План дій річкової системи Замбезі (ZACPLAN).
Річковий басейн Замбезі охоплює території Анголи, Ботсвани, Танзанії, Намібії, Замбії, Зімбабве, Малаві та Мозамбіку. Він є основним джерелом прісної води, електроенергії та риби для населення цих регіонів, особливо для населення останніх п'яти країн. Вологі рівнини басейну Замбезі вкриті пишними саванами та лісами.
Замбезі судноплавна від гирла до міста Тете на північному заході Мозамбіку. Крім того, судноплавними є озера Кахора-Баса і Кариба. 
Через озеро Ньяса та річку Шире басейн Замбезі пов'язаний з Великою рифтовою долиною, а через річку Квандо — з басейном Калахарі.